# Regino z Prümu
Regino z Prümu (narozen nejpravděpodobněji v roce 840 v Altripu, zemřel v 915 v Trevíru) byl benediktinský opat a středověký kronikář.
Během svého života byl znám jako opat kláštera v Prümě. Do historie se nejvíce zapsal jako východofranský kronikář, který zapisoval všechny důležité informace během svého života. Psal také o událostech od narození Ježíše Krista, až po rok 906.
V jeho kronice jsou také zapsány události o dějinách Velké Moravy. Jeho kronika byla nejvíce zaměřena na sled událostí franských panovníků.